# Mafia serba
Mafia serba (in serbo: Cpпска мафијa) e criminalità organizzata serba sono i termini usati per designare varie organizzazioni criminali formate da individui di nazionalità serba e attive in varie aree geografiche, tra cui l'Unione Europea (Belgio, Bulgaria, Francia, Croazia e altri Paesi), il Montenegro, la Bosnia e vari Stati d'oltreoceano.
Hanno interessi in vari settori illegali come traffico d'armi, contrabbando, traffico di droga, racket della prostituzione e gioco d'azzardo.
In origine gestivano il traffico di sigarette.

## Storia
Durante le guerre jugoslave degli anni '90, il rapporto tra autorità politiche, servizi di sicurezza e crimine organizzato si saldò, soprattutto di fronte alla comune gestione del mercato nero e del contrabbando, derivato dai saccheggi delle truppe paramilitari durante la guerra in Bosnia. Un esempio è dato dalla figura di Željko Ražnatović soprannominato 'Arkan’, ex rapinatore e capo ultras della Stella Rossa di Belgrado che si mise alla testa della Guardia Volontaria Serba (chiamate in suo onore "Tigri di Arkan"), gruppo paramilitare responsabile di crimini di guerra durante i conflitti in Croazia e Bosnia.
Nel dopoguerra, i gruppi paramilitari serbi portarono con sé il sistema di rapporti con la criminalità organizzata e confluirono nei servizi di sicurezza, soprattutto nell'Unità per le operazioni speciali (JSO), anche nota come Crvene Beretke (Berretti Rossi). Quest’unità fu guidata a partire dal 1999 da Milorad Ulemek detto ‘Legija’ (il 'legionario'), il quale era stato in passato il vice comandante della Guardia Volontaria Serba di Arkan e legato ai boss del clan di Zemun (Mile Luković detto ‘Kum’ e Dušan Spasojević detto ‘Siptar’), gruppo criminale tra i più potenti di Belgrado che veniva coinvolto nelle operazioni che i Berretti Rossi compivano per sbarazzarsi degli oppositori politici del Presidente Slobodan Milošević, come la sparizione e l'omicidio dell'ex Presidente Ivan Stambolić. In questo periodo venne assassinato in un hotel di Belgrado anche Željko Ražnatović ‘Arkan’ e la sua morte segnò la fine della pax mafiosa e fu il pretesto ideale per scatenare una serie di omicidi che portarono al regolamento di conti all’interno del mondo criminale, con ovviamente il clan di Zemun nelle vesti di protagonista.
L'omicidio del Primo ministro Zoran Đinđić, avvenuto il 12 marzo 2003 su ordine di Milorad Ulemek, portò ad un giro di vite contro la malavita serba e i servizi di sicurezza corrotti: i boss di Zemun Luković e Spasojević furono uccisi in un conflitto a fuoco con la polizia, 180 membri del clan vennero arrestati mentre i Berretti Rossi furono sciolti. Ulemek venne condannato a 40 anni di carcere come mandante dell'omicidio Đinđić.
Dopo l'uccisione di Arkan e lo smantellamento del clan di Zemun a seguito del delitto Đinđić, la mafia serba cambiò pelle, polverizzandosi in piccoli gruppi ed investendo nel traffico di cocaina: nel 2013 venne smantellata l'organizzazione del collaboratore montenegrino Darko Šarić, uno dei principali fornitori di cocaina in Europa occidentale; la droga veniva acquistata in Sudamerica e rivenduta in diversi Stati europei con la collaborazione della 'Ndrangheta.